# ماو (سلسلة مطاعم)
ماو هي سلسلة مطاعم مقرها إيرلندا ، تقدم المأكولات الآسيوية : الأطباق التايلاندية والصينية واليابانية والإندونيسية والسنغافورية وسيشوان والمنغولية .  

## التاريخ

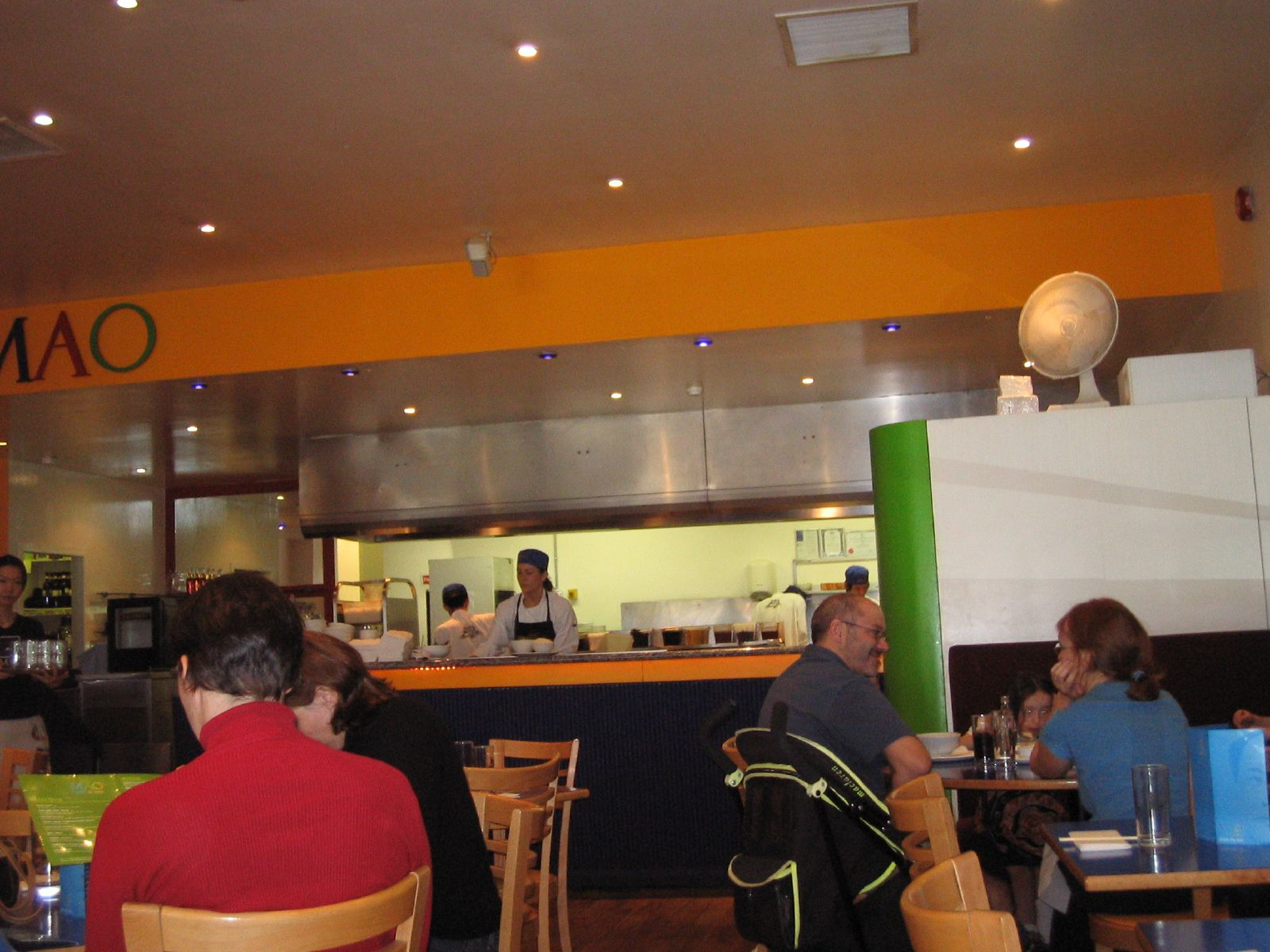
داخل MAO Dún Laoghaire ، 2004.

افتتح أول مطعم ماو في تشاتام رو ، دبلن في عام 1997. اجتذب الاسم بعض الانتقادات ، بالنظر إلى دور ماو تسي تونغ في القفزة العظيمة للأمام ، والثورة الثقافية ، والمجاعة الصينية العظيمة وإغواء التبت ؛ خلال فترة وجوده كقائد للصين ، كان مسؤولاً عن ملايين القتلى. تم تزيين هذا المطعم الأول بطباعة آندي وارهول الشهيرة بالشاشة الحريرية لماو.
في عام 2010 ، دخلت السلسلة في الحراسة وتم بيعها إلى كولم وسياران بتلر.

## روابط خارجية
- الموقع الرسمي